# جورج یانگ (دونده)
جورج یانگ (انگلیسی: George Young؛ زادهٔ ۲۴ ژوئیهٔ ۱۹۳۷) ورزشکار دو و میدانی اهل ایالات متحده آمریکا است.
وی در مسابقات کشوری و بین‌المللی در مجموع برندهٔ ۱ مدال برنز شده‌است.